# Wheeland
Wheeland – czwarte co do wielkości miasto w brytyjskim terytorium zależnym Turks i Caicos. Położone jest na wyspie Providenciales. Liczba ludności 3210 (2012).